# Pocztowiec-Joolla
Pocztowiec-Joolla – polski klub tenisa stołowego założony w 1934 roku z inicjatywy Poczty Polskiej. Obecnie zespół posiada drużynę kobiet w I lidze, drużynę mężczyzn w II, IV oraz V lidze. Aktualnie najbardziej znaną zawodniczką klubu jest Jolanta Szatko-Nowak, wielokrotna Mistrzyni Polski. Ponadto w składzie drużyny znajduje się była Mistrzyni Ukrainy Ganna Kursakova.